# This Is Us (album của Backstreet Boys)
This Is Us là album phòng thu thứ bảy của ban nhạc pop Hoa Kỳ Backstreet Boys, phát hành ngày 30 tháng 9 năm 2009 tại Nhật Bản bởi hãng đĩa Sony Music Japan, 5 tháng 10 ở Vương quốc Anh bởi hãng RCA, và 6 tháng 10 năm 2009 ở Hoa Kỳ bởi hãng Jive Records.
Ở album này, ban nhạc đã hợp tác lại với nhà sản xuất Max Martin (người đã sản xuất hit "I Want It That Way" trước đó) và rất nhiều nhà sản xuất nổi tiếng như RedOne, Ryan Tedder, T-Pain, Jim Jonsin... với mục tiêu tạo ra một sản phẩm âm nhạc hãy nhất kể từ album hit 1999 Millennium.
Album có mặt lần đầu ở vị trí #9 trên Billboard 200 Hoa Kỳ, đưa nhóm trở thành ban nhạc đầu tiên sau Sade có cả bảy album lọt vào top 10 trên bảng xếp hạng. RedOne là người sản xuất đĩa đơn mở đường cho album "Straight Through My Heart", đã được phát hành vào tháng 8, tháng 9 năm 2009.

## Thu âm và sản xuất
Trong cuộc phỏng vấn với Extra TV, nhóm đã cho biết tên album thứ bảy của mình sẽ là This Is Us.

## Phát hành
Nhóm phát hành cùng lúc bản chuẩn và bản deluxe của album. Bản deluxe bao gồm một DVD có các buổi biểu diễn trực tiếp các đĩa đơn trước đó của họ tại The O2 Arena ở Luân Đôn, cùng video âm nhạc cho đĩa đơn đầu tiên.

### Đĩa đơn
- Đĩa đơn đầu tiên, "Straight Through My Heart", đã được đăng trên website của ban nhạc ngày 17 tháng 8 năm 2009 và được phát hành radio ngày hôm sau. Nó đạt vị trí #3 trên Japan Hot 100 và 18 trên Hot Dance Club Songs Hoa Kỳ.
- Đĩa đơn thứ hai "Bigger" đã được phát hành ở Anh ngày 14 tháng 12 năm 2000[2] và ở Hoa Kỳ ngày 1 tháng 2 năm 2010 trên AC radio.[10]

## Danh sách bài hát
| STT | Nhan đề                            | Sáng tác                                                                       | Nhà sản xuất                           | Thời lượng |
| --- | ---------------------------------- | ------------------------------------------------------------------------------ | -------------------------------------- | ---------- |
| 1.  | "Straight Through My Heart"        | RedOne, Bilal Hajji, Novel Jannusi, AJ Jannusi, Kinnda Hamid                   | RedOne                                 | 3:27       |
| 2.  | "Bigger"                           | Max Martin, Shellback, Tiffany Amber                                           | Max Martin                             | 3:15       |
| 3.  | "Bye Bye Love"                     | Kenneth Karlin, Carsten Schack, Claude Kelly                                   | Soulshock & Karlin                     | 4:20       |
| 4.  | "All of Your Life (You Need Love)" | RedOne, Charles Hinshaw, Jr.                                                   | RedOne                                 | 3:55       |
| 5.  | "If I Knew Then"                   | K. Karlin, C. Schack, C. Kelly                                                 | Soulshock & Karlin                     | 3:16       |
| 6.  | "This Is Us"                       | Jordan Omley, Michael Mani, James Scheffer, Frank Romano, Howie Dorough        | Jim Jonsin, Jordan Omley, Michael Mani | 3:03       |
| 7.  | "PDA"                              | Printz Board, Mario "Tex" James                                                | Printz Board                           | 3:48       |
| 8.  | "Masquerade"                       | Busbee, Brian Kennedy, Alexander James, Antwoine Collins                       | Brian Kennedy, Antwoine Collins        | 3:03       |
| 9.  | "She's a Dream"                    | Nick Carter, T-Pain, Howie Dorough, Brian Littrell, A. J. McLean, Daen Simmons | T-Pain, Mr. Pyro                       | 3:58       |
| 10. | "Shattered"                        | Jordan Suecof, Tiron "TC" Mack, Chad "C-Note" Roper, Daryl Camper              | Emanuel Kiriakou                       | 3:53       |
| 11. | "Undone"                           | Troy Johnson, Ryan Tedder, Josh Hoge                                           | Troy Johnson, Ryan Tedder              | 4:16       |

| International bonus tracks | International bonus tracks       | International bonus tracks                                                 | International bonus tracks | International bonus tracks |
| STT                        | Nhan đề                          | Sáng tác                                                                   | Nhà sản xuất               | Thời lượng                 |
| -------------------------- | -------------------------------- | -------------------------------------------------------------------------- | -------------------------- | -------------------------- |
| 12.                        | "Helpless" (hợp tác với Pitbull) | Jordan Omley, James Scheffer, Frank Romano, Michael Mani, Armando C. Perez | Jim Jonsin                 | 3:31                       |

| Japanese bonus tracks | Japanese bonus tracks                                    | Japanese bonus tracks                                            | Japanese bonus tracks | Japanese bonus tracks |
| STT                   | Nhan đề                                                  | Sáng tác                                                         | Nhà sản xuất          | Thời lượng            |
| --------------------- | -------------------------------------------------------- | ---------------------------------------------------------------- | --------------------- | --------------------- |
| 12.                   | "Straight Through My Heart" (Jason Nevins Mixshow Remix) | A. J. McLean, Howie Dorough, Nick Carter, Brian Littrell, T-Pain | T-Pain                | 5:35                  |

Bản Tour Edition của album cũng có mặt "On Without You"

### Deluxe edition
Nguồn: HMV Japan
Bonus DVD
1. "I Want It That Way"
2. "Inconsolable"
3. "The One"
4. "The Call"
5. "Everybody (Backstreet's Back)"
6. "Shape of My Heart"
7. "Straight Through My Heart"

- Video âm nhạc quay bởi Kai Regan

| US deluxe edition download content | US deluxe edition download content | US deluxe edition download content | US deluxe edition download content |
| STT                                | Nhan đề                            | Nội dung                           | Thời lượng                         |
| ---------------------------------- | ---------------------------------- | ---------------------------------- | ---------------------------------- |
| 12.                                | "Helpless" (hợp tác với Pitbull)   | Bonus track                        |                                    |
| 13.                                | "I Want it That Way"               | Trực tiếp tại The O2 Arena         |                                    |
| 14.                                | "Straight Through My Heart"        | Bonus remix                        |                                    |
| 15.                                | "Inconsolable"                     | Trực tiếp tại O2                   |                                    |
| 16.                                | "The One"                          | Trực tiếp tại O2                   |                                    |
| 17.                                | "The Call"                         | Trực tiếp tại O2                   |                                    |
| 18.                                | "Everybody (Backstreet's Back)"    | Trực tiếp tại O2                   |                                    |
| 19.                                | "Shape of My Heart"                | Trực tiếp tại O2                   |                                    |
| 20.                                | "Straight Through My Heart"        | Video âm nhạc chính thức           |                                    |

## Xếp hạng
| Bảng xếp hạng                | Vị trí cao nhất | Doanh số | Chứng nhận |
| ---------------------------- | --------------- | -------- | ---------- |
| Australian Albums Chart      | 35              |          |            |
| Austrian Albums Chart        | 47              |          |            |
| Belgian Albums Chart         | 27              |          |            |
| Brazilian Albums Chart       | 9               |          |            |
| Canadian Albums Chart        | 3               |          |            |
| Danish Albums Chart          | 31              |          |            |
| Dutch Albums Chart           | 5               |          |            |
| European Albums Chart        | 11              |          |            |
| Finnish Albums Chart         | 24              |          |            |
| German Album Chart           | 10              |          |            |
| Irish Albums Chart           | 24              |          |            |
| Italian Albums Chart         | 21              |          |            |
| Japanese Oricon Albums Chart | 2               | 250.000+ | Bạch kim   |
| Mexican Albums Chart         | 12              |          |            |
| Portugese Albums Chart       | 17              |          |            |
| Spanish Albums Chart         | 5               |          |            |
| Swedish Albums Chart         | 17              |          |            |
| Swiss Albums Chart           | 9               |          |            |
| UK Albums Chart              | 39              |          |            |
| U.S. Billboard 200           | 9               |          |            |

## Lịch sử phát hành
| Khu vực        | Dạng đĩa         | Ngày                 | Hãng đĩa                 |
| -------------- | ---------------- | -------------------- | ------------------------ |
| Nhật Bản       | Standard edition | 30 tháng 9 năm 2009  | Sony Music Japan         |
| Nhật Bản       | Deluxe edition   | 30 tháng 9 năm 2009  | Sony Music Japan         |
| Vương quốc Anh | Standard edition | 5 tháng 10 năm 2009  | RCA Records              |
| Vương quốc Anh | Deluxe edition   | 5 tháng 10 năm 2009  | RCA Records              |
| Hoa Kỳ         | Standard edition | 6 tháng 10 năm 2009  | Jive Records             |
| Hoa Kỳ         | Deluxe edition   | 6 tháng 10 năm 2009  | Jive Records             |
| Canada         | Standard edition | 6 tháng 10 năm 2009  | Sony Music Entertainment |
| Canada         | Deluxe edition   | 6 tháng 10 năm 2009  | Sony Music Entertainment |
| Đài Loan       | Deluxe edition   | 9 tháng 10 năm 2009  | Sony Music Entertainment |
| Brazil         | Standard edition | 15 tháng 10 năm 2009 | Sony Music Entertainment |